# Aleksander Stanisław Sopoćko
Aleksander Stanisław Sopoćko herbu Syrokomla (zm. w 1682 roku) – pisarz grodzki grodzieński w latach 1664-1681, skarbnik smoleński już w 1662 roku.
Poseł na sejm koronacyjny 1676 roku z Grodna.